# Conselho da Cidade de Nova York

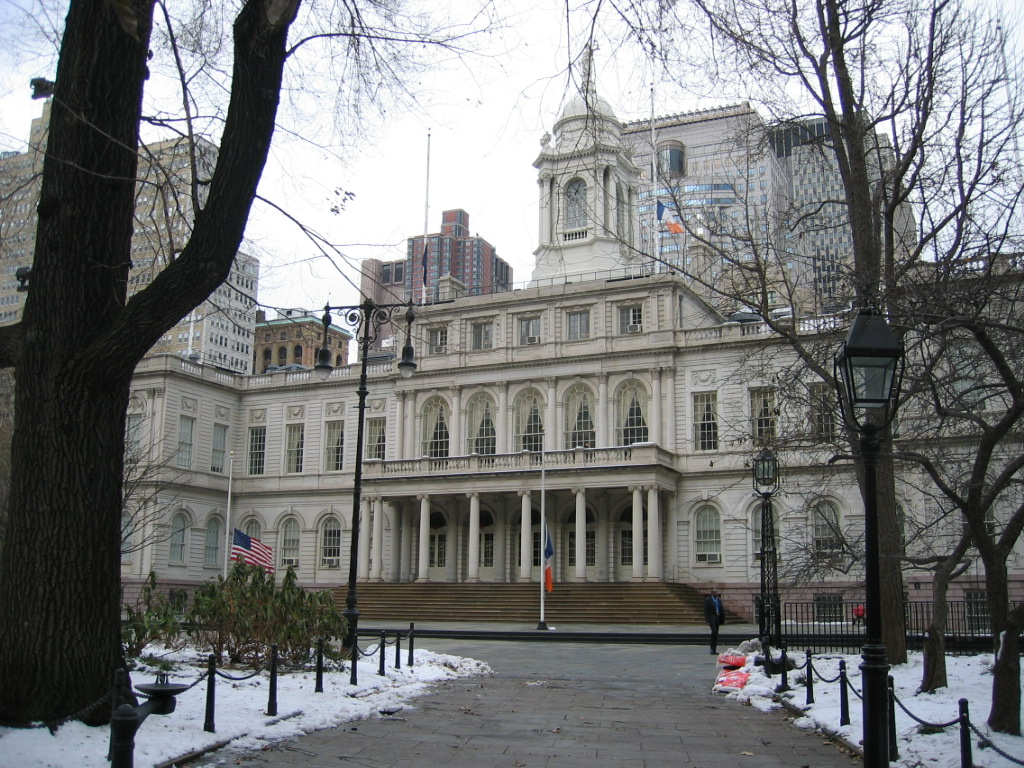
Prédio da Prefeitura de Nova Iorque, em Manhattan: sede do Conselho Municipal.

O Conselho da Cidade de Nova Iorque (em inglês, New York City Council) é o órgão unicameral que corresponde à instituição responsável pela elaboração e manutenção do poder legislativo da cidade de Nova Iorque, nos Estados Unidos.
Este conselho é formado por 51 representantes de comitês distritais (vereadores), advindos dos cinco boroughs que formam o município. O conselho é o órgão responsável pelo monitoramento do desempenho dos demais departamentos que compõem o governo municipal, bem como pela elaboração e verificação do cumprimento da legislação municipal. Também é responsabilidade do conselho a aprovação do orçamento previsto para o município.
Pelo regulamento, cada membro do conselho pode exercer, no máximo, três mandatos consecutivos com quatro anos de duração cada um. Se desejar concorrer para um quarto mandato, este membro deverá, obrigatoriamente, aguardar um período de quatro anos de inelegibilidade.